# Coppa Italia Dilettanti (Fase Eccellenza) 1998-1999 - Tabellini
Questa voce raccoglie i tabellini delle partite della fase Eccellenza della Coppa Italia Dilettanti 1998-1999

## Fase eliminatoria a gironi
Le 19 squadre partecipanti al primo turno (10-17-24 marzo) sono state divise in 8 gironi:
- I gironi A, B e E sono composti da 3 squadre;
- I gironi C, D, F, G e H sono composti da 2 squadre.

I giorni sono stati sorteggiati come segue:
| Girone A    | Girone B    | Girone C          | Girone D  | Girone E  | Girone F     | Girone G    | Girone H      |
| ----------- | ----------- | ----------------- | --------- | --------- | ------------ | ----------- | ------------- |
| Bolzano     | Colorno     | Fezzanese         | Castrense | Camerino  | Bojano       | Materasassi | Leonzio       |
| Conegliano  | Moncalieri  | Porcarimontecarlo | Corrasi   | Notaresco | Spigolatrice | Taurisano   | Real Soverato |
| Pro Gorizia | Salò Benaco |                   |           | Todi      |              |             |               |

### Girone A
- Bolzano - Bolzano (BZ) - Trentino-Alto Adige
- Conegliano - Conegliano (TV) - Veneto
- Pro Gorizia - Gorizia (GO) - Friuli-Venezia Giulia

| Squadra        | P.ti | G | V | N | P | GF | GS | DR |
| -------------- | ---- | - | - | - | - | -- | -- | -- |
| 1. Conegliano  | 4    | 2 | 1 | 1 | 0 | 2  | 0  | +2 |
| 2. Bolzano     | 3    | 2 | 1 | 0 | 1 | 1  | 2  | -1 |
| 3. Pro Gorizia | 1    | 2 | 0 | 1 | 1 | 0  | 1  | -1 |

| 10 marzo 1999, ore 15:00 | Bolzano | 1 – 0 | Pro Gorizia |  |

| 17 marzo 1999, ore 15:00 | Pro Gorizia | 0 – 0 | Conegliano |  |

| 24 marzo 1999, ore 15:00 | Conegliano | 2 – 0 | Bolzano |  |

### Girone B
- Colorno - Colorno (PR) - Emilia-Romagna
- Moncalieri - Moncalieri (TO) - Piemonte-Valle d'Aosta
- Salò Benaco - Salò (BS) - Lombardia

| Squadra        | P.ti | G | V | N | P | GF | GS | DR |
| -------------- | ---- | - | - | - | - | -- | -- | -- |
| 1. Moncalieri  | 6    | 2 | 2 | 0 | 0 | 2  | 0  | +2 |
| 2. Colorno     | 1    | 2 | 0 | 1 | 1 | 0  | 1  | -1 |
| 3. Salò Benaco | 1    | 2 | 0 | 1 | 1 | 0  | 1  | -1 |

| 10 marzo 1999, ore 15:00 | Moncalieri | 1 – 0 | Colorno |  |

| 17 marzo 1999, ore 15:00 | Colorno | 0 – 0 | Salò Benaco |  |

| 24 marzo 1999, ore 15:00 | Salò Benaco | 0 – 1 | Moncalieri |  |

### Girone C
- Fezzanese - Fezzano (SP) - Liguria
- Porcarimontecarlo - Porcari (LU) - Toscana

| 10 marzo 1999, ore 15:00 | Fezzanese | 0 – 1 | Porcarimontecarlo |  |

| 24 marzo 1999, ore 15:00 | Porcarimontecarlo | 5 – 2 | Fezzanese |  |

Qualificata/o:  Porcarimontecarlo

### Girone D
- Castrense - Grotte di Castro (VT) - Lazio
- Corrasi - Oliena (NU) - Sardegna

| 10 marzo 1999, ore 15:00 | Corrasi | 0 – 2 | Castrense |  |

| 24 marzo 1999, ore 15:00 | Castrense | 2 – 1 | Corrasi |  |

Qualificata/o:  Castrense

### Girone E
- Camerino - Camerino (MC) - Marche
- Notaresco - Notaresco (TE) - Abruzzo
- Todi - Todi (PG) - Umbria

| Squadra      | P.ti | G | V | N | P | GF | GS | DR |
| ------------ | ---- | - | - | - | - | -- | -- | -- |
| 1. Todi      | 4    | 2 | 1 | 1 | 0 | 5  | 3  | +2 |
| 2. Notaresco | 4    | 2 | 1 | 1 | 0 | 5  | 4  | +1 |
| 3. Camerino  | 0    | 2 | 0 | 0 | 2 | 3  | 6  | -3 |

| 10 marzo 1999, ore 15:00 | Todi | 3 – 1 | Camerino |  |

| 17 marzo 1999, ore 15:00 | Camerino | 2 – 3 | Notaresco |  |

| 24 marzo 1999, ore 15:00 | Notaresco | 2 – 2 | Todi |  |

### Girone F
- Bojano - Bojano (CB) - Molise
- Spigolatrice - Sapri (SA) - Campania

| 10 marzo 1999, ore 15:00 | Spigolatrice | 3 – 0 | Bojano |  |

| 24 marzo 1999, ore 15:00 | Bojano | 1 – 2 | Spigolatrice |  |

Qualificata/o:  Spigolatrice

### Girone G
- Materasassi - Matera (MT) - Basilicata
- Taurisano - Taurisano (LE) - Puglia

| 10 marzo 1999, ore 15:0015:00 | Materasassi | 2 – 5 | Taurisano |  |

| 24 marzo 1999, ore 15:0015:00 | Taurisano | 9 – 1 | Materasassi |  |

Qualificata/o:  Taurisano

### Girone H
- Leonzio - Lentini (SR) - Sicilia
- Real Soverato - Soverato (CZ) - Calabria

| 10 marzo 1999, ore 15:00 | Real Soverato | 1 – 1 | Leonzio |  |

| 24 marzo 1999, ore 15:00 | Leonzio | 2 – 0 | Real Soverato |  |

Qualificata/o:  Leonzio

## Fase a eliminazione diretta

### Quarti di Finale
| Squadra 1         | Totale | Squadra 2    | Andata     | Ritorno    |
| ----------------- | ------ | ------------ | ---------- | ---------- |
|                   |        |              | 31.03.1999 | 07.04.1999 |
| Conegliano        | 0 - 6  | Moncalieri   | 0 - 4      | 0 - 2      |
| Porcarimontecarlo | 3 - 3  | Castrense    | 2 - 0      | 1 - 3      |
| Leonzio           | 0 - 1  | Spigolatrice | 0 - 0      | 0 - 1      |
| Taurisano         | 6 - 1  | Todi         | 3 - 1      | 3 - 0      |

### Semifinali
| Squadra 1    | Totale | Squadra 2         | Andata     | Ritorno    |
| ------------ | ------ | ----------------- | ---------- | ---------- |
|              |        |                   | 14.04.1999 | 21.04.1999 |
| Moncalieri   | 3 - 2  | Porcarimontecarlo | 1 - 0      | 2 - 2      |
| Spigolatrice | 2 - 2  | Taurisano         | 2 - 1      | 0 - 1      |

### Finali
| Squadra 1 | Totale | Squadra 2  | Andata     | Ritorno    |
| --------- | ------ | ---------- | ---------- | ---------- |
|           |        |            | 05.05.1999 | 12.05.1999 |
| Taurisano | 1 - 8  | Moncalieri | 0 - 2      | 1 - 6      |

| Arbitro: | Pantana (Macerata) |

| |            | |
| | Marcatori  | 46’ Girelli 85’ Perziano |
| Vergallo Cornaglia Intellisano Mauro Cucurachi (60' Dima) Manco Maielli Vincenzi Sergi Sardelli (65' De Toma) Ciullo | Formazioni | Buda Danzè Baron Amatulli Pizzimenti Castagna Grassitelli Picasso (87' Pilato) De Riggi (75' Perziano) Girelli Serna (85' Milani) |
| | Allenatori | Giuseppe Brucato |

| Arbitro: | Stifanini (Prato) |

| |            | |
| De Riggi 15’ (rig.) 42’, 50’ Girelli 30’ Serra 45’ Schina 77’                                                                                             | Marcatori  | 32’ Dima |
| · Buda · (52' Perziano) Danzè · Baron · Milani · Pizzimenti · Amatulli · Grassitelli · (46' Ferina) Picasso · De Riggi · 82’ Girelli · (65' Schina) Serra | Formazioni | · Vergallo · Cornaglia · Urso (70' De Luca) · Mauro (70' De Toma) · Cucurachi · Manco 18’ · Dima · Vincenti (70' Cagliano) · Majella · Sardelli 55’ · Ciullo |
| Giuseppe Brucato | Allenatori | |